# Alfred Drexel
Alfred Drexel, detto Balbos (Türkheim, 2 dicembre 1900 – Nanga Parbat, 8 giugno 1934), è stato un alpinista e ingegnere tedesco, scalatore dotato di grande valore tecnico nelle arrampicate su roccia e ghiaccio, come componente della spedizione tedesca al Nanga Parbat del 1934  trovò la morte nel tentativo di scalare inutilmente la settima vetta più alta del mondo.

## Biografia
Drexel nacque dal capostazione delle ferrovie Otto Drexel di Tussenhausen e da sua moglie Maria, figlia del direttore delle poste di Türkheim, Anton Wiedemann. Da bambino, Alfred Drexel ebbe modo di conoscere le montagne dell'Alta Baviera e dell'Algovia insieme al padre e al fratello Hans, prima di recarsi a Monaco di Baviera a completare i suoi studi.
Dopo essersi laureato in ingegneria presso l'Università di Monaco, Drexel lavorò come ingegnere per la ferrovie tedesche, per poi passare capo responsabile del reparto tecnico dell'officina riparazioni sempre della ferrovie a Monaco-Freimann.  Viveva in Schwabinger Occamstr 23/I. Nel 1925 entrò a far parte della sezione accademica di Monaco del "Du.Oe. Club Alpino". Nel 1929 fu eletto primo presidente della sezione e il 24 luglio 1931 tenne una conferenza su: "Viaggi invernali sullo Zugspitze da allora a oggi".
Drexel era solito scalare le montagne accompagnandosi a Leo Rittler, Hermann Rudy, Hans Brehm, Willo Welzenbach e Erich Schulze .
Partecipò alla spedizione tedesca al Nanga Parbat del 1934 e morì di polmonite causata dal mal di montagna l'8 giugno 1934 nel campo II, detto "Il prato delle Fiabe", a 5.340 metri. La sua tomba si trova sulla collina morenica vicino all'ex accampamento principale .

## Carriera alpinistica
Nel 1927 riuscì nella seconda ascensione della parete est diretta della Christturm e nel 1930 nella Wilder Kaiser nella prima ascensione dello spigolo sud-occidentale del Bauernpredigtstuhl. Con Willo Welzenbach guidò imprese sul ghiaccio: la parete nord del Großhorn, la parete nord-ovest del Gspaltenhorn, la parete nord-ovest del Gletscherhorn (1932) e nel 1933 la prima salita della parete nord del Nesthorn sempre  con Willo Welzenbach ed Erich Schulze. 
- 1927 salita al Totenkirchl,  "Zottkamin-Rosenkamin",III, 250 HM,2193m, (Wilder Kaiser)
- 1927  salita al Fleischbank-parete diretta ovest "Gretschmann-Kadner-Führe",IV,2187m, (Wilder Kaiser)
- 1927  seconda salita alla Christaturm-parete diretta est "Schmitt-Führe",V+,2170m, (Wilder Kaiser)
- 1928 Partenkirchner Dreitorspitze- parete diretta est, 2.633m, (Wetterstein)
- 1928 salita al Predigtstuhl-cima principale- parete diretta ovest "Dülfer-Westwandl",IV+,150 HM,2.116m, (Wilder Kaiser)
- 1928 salita al Predigtstuhl-Nordgipfel-Nordkante,IV, 500 HM, 2.116 m, (Wilder Kaiser)
- 1928 salita al Grand Flambeau, 3.559m,-Dente del Gigante, 4.013 m, (gruppo del monte Bianco)
- 1928 salita al monte Bianco dal Col du Midi alle Aiguille du Gouter, 4.807m, (gruppo del monte Bianco)
- 1930  salita al Bauernpredigtstuhl-versante sud Rittlerkante",V+/A0, 2.119m, (Wilder Kaiser)
- 1932 prima salita al Gletscherhorn-ordwestwand,1300HM,3983m, (Alpi Bernesi) 1.832 m,; prima salita Gspaltenhorn-Nordostwand, 1.700HM, 3.437m, (Alpi Bernesi)
- 1932 prima salita della parete nord del Grosshorn"Welzenbach-Führe", 50°-60°, 1200 HM, 3754 m, (Alpi Bernesi)
- 1932 fu compagno di Welzenbach nelle grandi escursioni sul ghiaccio: la parete nord del Großhorn; parete nord-occidentale del Gspaltenhorn e parete nord-occidentale del Gletscherhorn
- 1933 prima salita della parete nord del Nesthorn "Welzenbach-Drexel-Schulze-Führe", V, ghiaccio fino a 65°, 900 HM, 3.824 m, (Alpi Bernesi);  ascensione della cresta nord-occidentale del monte Cervino "Zmuttgrat", IV, ghiaccio fino a 50°, 1100 HM, 4.478 m, (Alpi Pennine); seconda salita allo spigolo sud-occidentale del Bauernpredigtstuhl.
- 1933 parete nord del Nesthorn [4][5].